# Ngulak II
Ngulak II is een bestuurslaag in het regentschap Musi Banyuasin van de provincie Zuid-Sumatra, Indonesië. Ngulak II telt 1689 inwoners (volkstelling 2010).